# Amphioplus grata
Amphioplus grata är en ormstjärneart som först beskrevs av Jean Baptiste François René Koehler 1904.  Amphioplus grata ingår i släktet Amphioplus och familjen trådormstjärnor. Inga underarter finns listade i Catalogue of Life.